# Matteo Rosselli
Matteo Rosselli (8. srpna 1578 Florencie - 18. ledna 1650) byl italský barokní malíř.

## Život
V devíti letech ho otec svěřil Gregoriu Paganimu, aby se ujal jeho umělecké výchovy. Pagani nechal Rosselliho pracovat zejména podle prací Andrea del Sarty a Rosselli se stal Paganiho nejvýznamnějším spolupracovníkem, pak studoval v Římě díla Raffaela a Polidora da Caravaggio. Po Paganiho smrti v roce 1605 zdědil jeho ateliér. K jeho mnoha žákům patří Baldassare Franceschini (il Volterrano), Lorenzo Lippi, Francesco Furini, Giovanni da San Giovanni (Giovanni Mannozzi) a Jacopo Vignali. Rosselli sám často pracoval pro velkovévodskou rodinu Medicejských. Je pochován v kostele San Marco ve Florencii.

## Dílo (výběr)

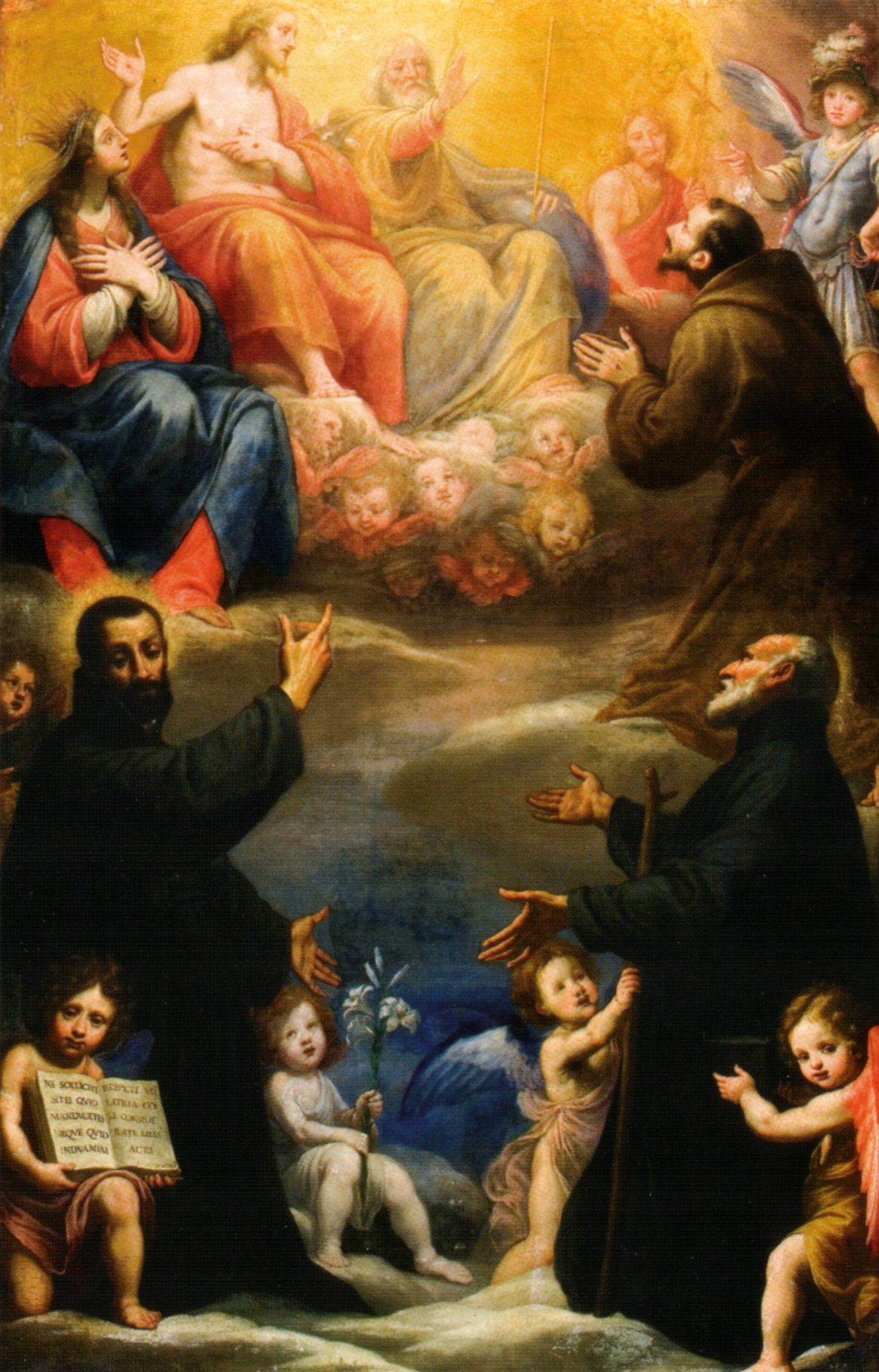
Gaetano di Thiene, Andrea Avellino a František z Asisi při uctívání sv. Trojice, Madony, Jan Křtitele a archanděla Michaela (Florencie, Chiesa dei Santi Michele e Gaetano)

- Florencie, Basilica della Santissima Annunziata: Fresky
- Florencie,Chiesa di Santa Maria Maggiore: Panna svěřující své dítě sv. Františkovi
- Florencie, Palazzo Pitti (Sala della Stufa): Fresky
- Florencie, Uffizi, Corridoio Vasariano: Giuseppe venduto dai fratelli, 26 × 36 cm[1]
- Florencie, Villa La Petraia: Tancredi ed Erminia, plátno, 182 × 200 cm[2]
- Pistoia, San Domenico: Nanebevstopení, 1613
- Florencie, Villa Medici Poggio Imperiale: cyklus fresek „Pietas Austria“, alegorie vítězství Rakouska nad heretiky a rebely v bitvě na Bílé Hoře, 1622
- Pietrasanta, Dom San Martino: Madonna del Rosario, 1649
- Vaglia, Santuario di Montesenario (Refektorium): Poslední večeře[3]